# Johann Karl Friedrich Zöllner
Pour les articles homonymes, voir Zöllner.
Johann Karl Friedrich Zöllner, né le 8 novembre 1834 à Berlin et mort le 25 avril 1882 à Leipzig, est un astrophysicien allemand qui a mené des études sur les illusions d'optique.

## Biographie
Il a inventé l'illusion de Zöllner, où les lignes parallèles apparaissent diagonales. Le cratère lunaire Zöllner a été nommé en son honneur.  Il fait également la preuve de la théorie de Christian Doppler sur l'effet du mouvement de la couleur des étoiles et du décalage des raies d'absorption qui en résulte, grâce à son invention, un spectroscope très sensible qu'il nomme "Reversionspectroscope". Il a également démontré, avec l'aide de son "Astrophotomètre" que le décalage vers le rouge est en outre causé, par une variation des intensités lumineuses des étoiles. Il a également fait la première mesure de la magnitude apparente du Soleil. Une mesure très précise qui ne varie que de 0,1 de la valeur moderne.

## Spiritualisme

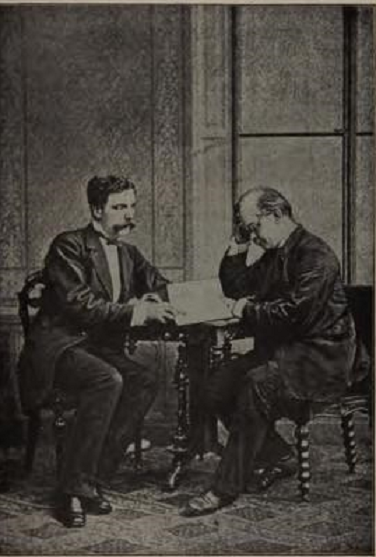
Johann Karl Friedrich Zöllner avec le médium Henry Slade.

Zöllner s'intéresse au spiritualisme en 1875, quand il rend visite au scientifique William Crookes en Angleterre. Il cherche une explication scientifique et physique pour expliquer le spiritualisme et vient à la conclusion que la physique d'un espace à quatre dimensions peut expliquer certains phénomènes para-normaux. Il tente de prouver que les esprits sont quadri-dimensionnels et définit ses propres expériences avec le médium Henry Slade. Il inscrit ces expériences dans un livre intitulé Transcendental Physics en 1878. Selon lui ces expériences sont un succès. Toutefois très peu de scientifiques sont convaincus des expériences de Zöllner. Les critiques ont souligné que le médium Henry Slade est un fraudeur qui a eu recours à la ruse, et qu'il avait manipulé les expériences,.